# Atomic Ninjas
Atomic Ninjas je česká videohra plánovaná z roku 2013. V Evropě hra vyšla 2. října a v Americe 8. října. Hru vytvořilo studio Grip Games. Jedná se o akční 2,5D plošinovku určenou převážně pro multiplayer. Vyšla na platformy PlayStation 3 a PlayStation Vita.

## Gameplay
Hra je zaměřená hlavně na multiplayer, který se vyskytuje jak ve formě split-screenu, tak i jako online. Má zde být přítomen i singleplayer. Hra obsahuje několik módů jako deathmatch či capture the flag. Hráč si může vybrat ze 7 ninjů za něž může hrát a samotné souboje se odehrávají v 1 z 7 arén.
Herní postavy se vzájemné nemohou zabít v přímém souboji, ale musí se natlačit do smrtelné pasti, která je součástí dané arény. Jsou zde také přítomny schopnosti, které lze vylepšovat.

## Postavy

### Sergei, the Ninja
Opilec a jaderný technik, který se rád prospí v pracovní době. Díky tomu způsobil jadernou katastrofu. Tu zázračně přežil a stal se jaderným ninjou. Hledá poslední rehabilitační centrum. Jeho osobní věta zní: "Lopata je mocnější než meč."

### The Very Last Samurai
Pozice posledního samuraje se v jeho rodině dědí z otce na syna. Tato tradice s ním končí. Jeho osobní věta zní: "Čest. Respekt. Karaoke."

### Masked Ninja
Skýva svůj obličej, protože je, dle svých slov, ošklivý. Usekl hlavu svému učiteli, když se jej zeptal jestli soji tvář skrývá, aby se ochránil od hrůz ve své duši, nebo aby zasadil semínko strachu ve svých nepřátelích. Nemá osobní větu.

### Rogue Ninja
Nikdy se nestal mistrem, protože vždy selhal při čajovém obřadu. Nikdy však nebyl poražen v boji a nebojí se smrti. Je naplněný vztekem a rozhodnutý zabít každého nindža mistra, kterého potká. Osobní věta: "Nechceš čaj?"

### Old Monk
Je starý a také moudrý, soucitný a laskavý. Má však problémy s prostatou a nevděčná vnoučata. Osobní věta: "Chtěl jsem ti něco říct něco důležitého, ale zapomněl jsem co to bylo."

### Psycho Ninja
Konec světa jej udělal tvrdším, odolnějším a více ochotným žít, ale zároveň z něj udělal nepříčetného a krvežíznivého maniaka. Osobní věta zní: "Můžeme se potom pomazlit?"

### Zombie
Stala se z něj ošklivá nestvůra. Ze svalů se stala vazelína a kůže začala hnít. Jeho jediným zájmem jsou mozky. Osobní věta: "Mozky! Moooooozky. Mmmozky? MOZKYYY!